# Indicateur environnemental
Pour les articles homonymes, voir Indicateur et Environnement.
 (octobre 2023).
Si vous disposez d'ouvrages ou d'articles de référence ou si vous connaissez des sites web de qualité traitant du thème abordé ici, merci de compléter l'article en donnant les références utiles à sa vérifiabilité et en les liant à la section « Notes et références ».

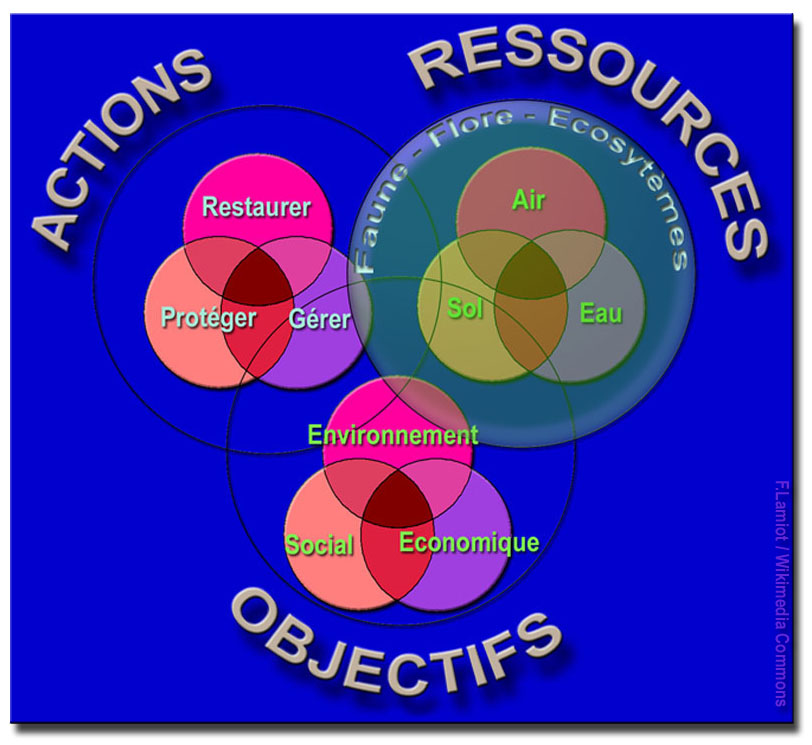
Schéma présentant les grands items environnementaux et leurs interactions.
Les indicateurs environnementaux peuvent concerner chacun des items de base, ou agréger plusieurs d'entre eux par exemple pour les 3 sphères représentant ci-dessus :
1) les actions (restaurer, protéger, gérer l'environnement…) ;
2) les ressources concernées (eau, air, sol, hygrométrie, taux d'oxygène zones humides, flore, fonge, faune, microbes, biodiversité, indices biotiques, services écosystémiques…) ;
3) les objectifs visés (« les trois piliers du développement soutenable »).

Un indicateur environnemental est un indicateur qui permet d'évaluer l'état de l'environnement, les pressions sur cet environnement et les réponses apportées (modèle Pression-État-Réponse quand il associe ces trois indicateurs), c'est un outil de connaissance et d'aide à la décision (car résumant de l'information pertinente et complexe) ; il « fournit des renseignements sur d'autres variables plus difficiles d'accès ».
Les indicateurs environnementaux sont un sous-ensemble des indicateurs du développement durable. Le suivi temporel d'indicateurs multidimensionnels environnementaux permet de produire des évaluations à l'instant T, et de dégager des tendances (amélioration, situation stable, dégradation). De tels indicateurs sont exigés par les performentiels ou exigentiels des cahiers des charges de certains écolabels ou d'opérations dites à « haute qualité environnementale » (ex. : HQE appliqué à l'architecture). Ils sont nécessaires pour évaluer la réalité des engagements de diverses entités (entreprises, groupes, collectivités, États…) vers le développement durable ou vers la Responsabilité sociale des entreprises (RSE).

## Histoire
La réflexion et la production d'outils d'évaluation en termes de performance environnementale et sociétale sont relativement récentes.
Elles émergent dans les années 1970, et s'affinent dans les années 1990, avec la notion de RSE,, avec une réflexion spécifique un peu plus ancienne pour l'évaluation de la performance environnementale des entreprises, selon Luc Janicot (2007) (avec les notions de comptabilité environnementale ou comptabilité verte).
C'est le Rapport Brundtland et le Sommet de la Terre de Rio (Juin 1992) qui ont mis en avant le besoin d'indicateurs environnementaux capables de valider la performance de ses politiques socio-économico-environnementales, et de jouer un rôle de pilotage ou de rétro-correction des politiques.
Des indicateurs environnementaux et des indicateurs de développement durable (soutenable) ont alors été activement recherchés par la communauté internationale, dont les ONG (le WWF ayant été particulièrement actif dans ce domaine).
L'OCDE a élaboré un corps central d'indicateurs permettant aux 25 pays membres de quantifier l'état de leur environnement, les pressions qui s'exercent sur lui et les réponses fournies par les gouvernements pour y remédier. Eurostat, le PNUD (Action 21 chapitre 40), Alberti (Indicateurs urbains 93), Kirwan (Indicateurs urbains 93), la ville de Seattle expérimentent des indicateurs de durabilité et de soutenabilité et bien d'autres ont suivi, le PNUD et le PNUE conservant l'objectif de disposer d'indicateurs harmonisés au niveau international, mesurant le développement (durable et non durable), en tenant compte des interactions entre phénomènes économiques, sociaux et environnementaux, et des efforts et impacts des acteurs (collectivités, entreprises, citoyens).
Les écobilans, la responsabilité environnementale et les labellisations environnementales (éco- et socio-labels, tels que le FSC par exemple) exigent leur usage et renforcent leur “ valeur ”.
Une notion intégratrice nouvelle émerge dans les années 1990-2000 : l'empreinte écologique. Bien que se reconnaissant incomplète, par exemple en sous-évaluant les impacts de l'électricité, et moins précise, elle se montre intuitive et facile à comprendre pour le grand public.
Ces travaux ont permis la construction progressive de méthodologies de construction de l'information de management environnemental.
Les indicateurs environnementaux ont des fonctions diverses. Certains ont une vocation scientifique pointue (ex. : utilisation des nannoconidés en écologie rétrospective comme indicateurs environnementaux des océans et mers épicontinentales du Jurassique et du Crétacé) et d'autres sont des outils de légitimation (voir de greenwashing quand ils sont trompeurs) auprès de diverses parties prenantes, d'autres sont des outils de pilotage utiles et nécessaires.

## Comment évaluer la performance environnementale?
La performance environnementale est plus facile à atteindre et prouver quand on peut la mesurer est ici définie comme le résultat obtenu dans l'exécution d'un objectif environnemental. Cette notion implique l'existence :
- d'une action dont l'efficacité est à évaluer (ex. : recyclage des déchets, bon état écologique, etc.) ;
- d'une valeur quantitative de référence (échelle de valeur ou de notation, référencée dans l'espace (global/local) et le temps permettant de juger un résultat. (ex. : Moyenne sur les résultats d'un ensemble d'hommes, de région ou de nation (valable dans le cas où les situations comparées présentent suffisamment de similitude en terme géographique, climatique, culturel, de niveau de vie ou d'industrialisation) ;
- d'une valeur zéro, qui peut par exemple être une valeur historique estimée de l'état pré-industriel, ou “ valeur originelle ”, correspondant à un lieu considéré comme peu affecté par les activités humaines.

L'économiste A. Turki (2009) propose 3 composantes à la performante environnementale : 1) stratégique, 2) opérationnelle et 3) composante relationnelle.

## Objet de l'indicateur
Un indicateur environnemental de développement (durable ou non) est un outil d'analyse et de diagnostic, d'information, de communication et d'alerte ou d'incitation (Ces indicateurs, quand ils sont connus, stimulent l'application de mesures plus efficaces, lorsqu'une situation tarde à s'améliorer)
- Il simplifie l'information pour mettre en lumière des phénomènes écologiques ou socioécologiques souvent complexes[12].
- Il quantifie l'information, sous la forme d'une mesure simple ou d'une mesure agrégée (de données multiples et plus ou moins disparates)[1] dont on suit l'évolution ou que l'on compare à des valeurs de références (objectif politique, valeur limite, valeur-guide)[13].

Ce suivi (monitoring), selon les besoins et possibilités peut tendre vers le temps réel, et éventuellement être géo-référencé sur Système d'information géographique (SIG).
- Il a pour but de :
  - comparer des objets différents (dans l'espace et le temps),
  - déceler les grandes tendances, (aspect prospectif, pour notamment préventivement gérer les risques environnementaux)[14]
  - déterminer des modèles, des réponses, des axes et des priorités politiques (aide à la décision),
  - coordonner et de mettre en pratique les plans proposés (planification),
  - mesurer le niveau de performance des réponses (évaluation des actions et des politiques).

## Ce qu'on cherche à mesurer
- les impacts d'un produit, d'une activité ou du développement,
- les dérives ou progrès par rapport à des valeurs précédemment enregistrées ou à des objectifs (amélioration ou dégradation par rapport à des valeurs-cibles qui peuvent éventuellement changer dans le temps ou l'espace),
- les pressions exercées par l'ensemble ou une partie de la société sur l'environnement ou sur des groupes socio-économiques particuliers,
- l'impact et la détermination de la responsabilité effective de groupes socio-économiques dans les divers phénomènes étudiés.

On cherche parfois à mesurer globalement et localement, dans l'espace et dans le temps, c'est-à-dire que l'on veut aussi apprécier des impacts différés dans l'espace, sur la biosphère et sur les générations futures.

## Deux grands groupes
- Les indicateurs simples,
  - Avantage : ils mesurent ce que l'on cherche
  - Inconvénient : ils ne mesurent que ce que l'on cherche

- Les indicateurs liés répondant au modèle P-E-R Pression-État-Réponse (ex. : indicateurs environnementaux OCDE) qui produisent des indices de performance, qui sont eux-mêmes fonction…

1. d'indicateurs de pression (activité humaine, divisés en indicateurs de flux qui mesurent quantitativement des émissions ou des prélèvements dans le milieu et indicateurs d'impacts qui mesurent les impacts sur la qualité des écosystèmes),
2. d'indicateurs d'état caractérisant au moment de l'étude le degré d'artificialisation, d'eutrophisation, perte en biodiversité, degré de morcellement des continuums biologiques, la capacité de l'environnement à cicatriser, à absorber ces pressions. Ces indicateurs se définissent en fonction d'une cible ou d'un état-référence (à définir), afin d'aider à la décision, et se référant à des valeurs réglementaires…
3. d'indicateurs de réponse socio-économique qui caractérisent les actions mises en œuvre par la société pour rendre la pression sur le milieu acceptable par ce dernier (ex. : mesures de gestion restauratoire des habitats et infrastructures naturelles). Ils se définissent par rapport à des valeurs-objectifs ou règlementaires pour valider la pertinence des mesures prises et par rétroaction éventuellement réorienter les actions.

Avantage du système P-E-R : C'est un système simple, qui structure et classe les indicateurs, et permet de planifier et modéliser en mettant en lumière certains impacts indirects. Ils permettent de tester l'effet rétroactif de l'action sur différents paramètres,

Inconvénient : Ce sont ceux de la simplification (si on n'utilise pas les bioindicateurs par exemple) d'où naît le risque de manquer les effets cachés, les phénomènes induits par les synergies, ou de ne pas prévoir certains effets freinés par l'inertie des systèmes géo-biologiques.
Le Vivant ou des réalités biologiques sont mieux suivis par des bioindicateurs, dont l'homme peut éventuellement faire partie.
Il existe différentes sortes de modèles apparentés au modèle originel P-E-R de l'OCDE, voir Pression-État-Réponse. Ces modèles peuvent rendre compte des phénomènes économiques, sociaux, et institutionnels.

## La mesure
L'indicateur est un rapport (exprimé en %) de la donnée actuellement mesurée à sa valeur cible (ou guide). La somme des rapports des indicateurs thématiques à leurs valeurs-cibles correspondantes (en %) produit un indice de performance globale de la politique de développement et en l'occurrence de sa soutenabilité.
Les objectifs sont :
- scientifiques (connaissance et monitoring), politiques (planification, aide à la décision, prospective, état des lieux, gestion, organisation et contrôles locaux et globaux, évaluation des impacts et des performances des politiques, rétroactions) et pédagogiques (sensibilisation du public, des techniciens et des décideurs, écocitoyenneté).
La question du choix des indicateurs implique une réflexion sur leurs limites, leur pertinence (sensibilité, représentativité, pertinence des valeurs-guides, des seuils, accessibilité aux données, indépendance à l'égard du champ de la conjoncture socio-économique), la manière dont on les utilisera, et la construction d'un modèle qui décrit la situation globale en fonction de ces indicateurs. Ce modèle est testé sur la base de situations passées et doit permettre de réaliser des prospectives. Il permet de définir et priorité les paramètres sur lesquels l'action politique doit porter et être mesurée. Le choix de l'indicateur est scientifique et politique. Il est recommandé de valider les indicateurs par des commissions thématiques de ce double point de vue.

## Conditions minimales
Un indicateur (résumant éventuellement une somme d'indicateurs agrégés) doit :
- être durablement pertinent (ou remplacé par une série d'indicateurs utilisables successivement selon les époques et les contextes en fonction de la variabilité de sa sensibilité ou de sa pertinence dans le temps)… Par exemple, les bioindicateurs d'utilisation plus complexes sont plus fiable pour mesurer l'état de l'environnement que les indicateurs classiques de teneurs en polluants qui ne tiennent pas compte des synergies ni ne mesurent tous les paramètres.
- être cohérent, précis, sensible et validé scientifiquement par l'ensemble des utilisateurs publics et privés (mais les problèmes de la validité de l'expertise, de l'interprétation des données et de la vérification de la saisie existent), et reproductible… Il faut donc que des valeurs de références reconnues existent.
- être accessible, dans un rapport coût/bénéfice/temps acceptable
- être fiable, c'est-à-dire présenter une qualité régulière des mesures (afin de limiter les problèmes posés par les valeurs physiques ou monétaires différentes selon les époques et les lieux les mesures peuvent être alignées sur des valeurs « universelles », telles les besoins primaires, les équivalents habitants, équivalent toxique, le prix du pain, ou sur des grandeurs sans unité comme des pourcentages)
- éventuellement se prêter à l'agrégation avec d'autres données (problèmes d'échelles)
- tenir compte des différentes échelles de mesures ou d'appréciation (global/local)et des caractéristiques locales (ex. : zones urbaines)
- être suffisamment définis et souples pour s'adapter aux changements éventuels de méthodes d'analyse…
- être utilisable et compréhensible par le public (ex. : sous forme de cartographies évolutives, thématiques et de synthèse, graphes commentés, etc.)

## Représentation
La datavisualisation permet de représenter graphiquement, visuellement ce que l'indicateur décrit plutôt que de présenter des tableaux de chiffres. Des unités abstraites comme les tonnes équivalent pétrole (TEP), les kWh, les tonnes équivalent carbone (TEC) peuvent être traduites métaphoriquement, visuellement, ou après les avoir converties en une unité plus facile à appréhender pour le cerveau humain (des hectares consommés par exemple, dans le cas de l'Empreinte écologique).